# Suka

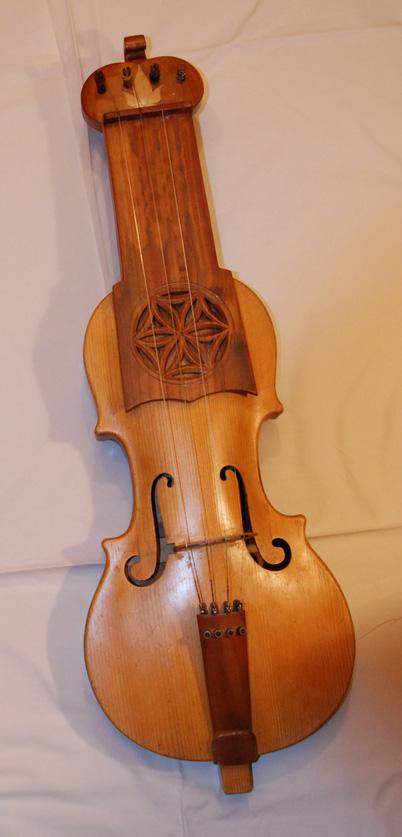
Un suka

Le suka est un instrument de musique de la famille des vièles datant du XVIe siècle. Disparu au XIXe siècle, il a été reconstruit sur plan.

## Facture
Il a la forme typique du violon, mais est plus trapu, surtout au niveau de la tête.

## Jeu
Il se joue tenu verticalement sur les genoux, avec les ongles le long des cordes et non les doigts sur celles-ci.
Sylwia Swiatkowska du groupe Warsaw Village Band en est un interprète connu.